# Samuel Sevian
Samuel Sevian (Corning - Nova York, 26 de desembre de 2000) és un prodigi dels escacs estatunidenc. Té el rècord del més jove Gran Mestre dels Estats Units a l'edat de 13 anys, 10 mesos i 27 dies. També té el rècord del més jove Mestre Internacional Estats Units a l'edat de 12 anys i 10 mesos.
A la llista d'Elo de la FIDE del juny de 2020, hi tenia un Elo de 2660 punts, cosa que en feia el jugador número 9 (en actiu) dels Estats Units, i el número 82 del rànquing mundial. El seu màxim Elo va ser de 2677 punts, a la llista del juny de 2019.

## Resultats destacats en competició
Sevian és fill de pares armenis. Sevian va començar a jugar a escacs quan tenia cinc anys. El seu primer èxit va venir quan esdevingué l'Expert més jove de la història de la Federació d'escacs dels Estats Units a l'edat de 8 anys i 2 mesos, batent el rècord anterior de Brian Luo rècord per més de 10 mesos, una fita destacada en un article del Los Angeles Times pel Mestre Internacional Alexiou Koutsoudis. El 9 de desembre de 2010, Sevian esdevingué el Mestre Nacional més jove de la història de la Federació d'escacs dels Estats Units als 9 anys, 11 mesos i 23 dies, batent el rècord de Nicholas Nip per 3 dies. El 2012, Sevian obtingué les tres normes Mestres Internacionals en l'espai de 6 mesos. Finalment esdevingué un Mestre Internacional després d'aconseguir els 2400 punts d'Elo en un torneig a Budapest el novembre de 2013, aconseguint un nou rècord dels Estats Units a l'edat de 12 anys i 10 mesos.
El novembre del 2012 esdevingué Campió del Món Sub12 a Maribor, Eslovènia. El maig de 2013, Sevian va ser convidat per a jugar al Campionat dels Estats Units a Sant Louis com el participant més jove. El torneig format per 24 jugadors on Sevian va fer 4 punts de 9, esdevinguent 14è i per davant de diversos Grans Mestres. Esdevengué un Gran Mestre a l'edat de 13 anys, 10 mesos i 27 dies, un nou rècord dels Estats Units. Després de completar les normes de GM a l'Obert de Foxwoods el gener, Sant Louis GM el maig i l'Internacional de Washington l'agost de 2014, va completar el requisit de 2500 d'Elo per aconseguir el títol en el torneig Sant Louis GM, on va guanyar amb 7.5 punts de 9.
El gener de 2015 fou 5-7è en el Tata Steel Challengers amb 7.5 punts de 13.
Sevian empatà pel cinquè lloc al Campionat d'escacs dels Estats Units, derrotant Wesley So, jugador que es trobava entre els deu millors del món, i fent taules amb Hikaru Nakamura i amb el campió vigent Gata Kamsky. Aquesta actuació li va valdre una plaça a la Copa del Món de 2015. Va fer taules a les dues partides a ritme clàssic contra Teimour Radjabov però fou eliminat en el desempat a partides ràpides per 2 a 0.
El juny de 2017, amb només 16 anys, fou el campió més jove de la història del Campionat continental d'escacs d'Amèrica amb 8,5 punts en 11 partides jugat a Medellin (Colòmbia).
El 2019, va participar en la Copa del Món d'Escacs 2019. Va derrotar a Aryan Tari a la primera ronda, però va ser derrotat per Sergey Karjakin a la segona ronda i eliminat del torneig. També, el 2019, Sevian va representar l'equip nacional dels EUA al Campionat Mundial d'Equips a Astana, Kazakhstan. Va guanyar la medalla de bronze individual per la seva actuació a la segona taula.
Al 2021, va participar en la Copa del Món d'Escacs 2021. Va derrotar Sumant Subramaniam a la primera ronda i Benjamin Bok a la segona ronda, però va ser derrotat per Jan-Krzysztof Duda a la tercera ronda i eliminat del torneig.
També al 2021, Sevian va acabar en els tres primers llocs del Campionat dels Estats Units amb la mateixa puntuació de 6.5/11 que Fabiano Caruana i el guanyador del desempat Wesley So, amb una puntuació de rendiment de 2747, superior a la de tots els competidors.
Al abril de 2022, Sevian va participar en la primera edició de la Copa d'Amèrica d'Escacs, un torneig d'eliminació doble on va vèncer Wesley So en la partida clàssica, abans de ser eliminat per Fabiano Caruana en desempats ràpids, sent eliminat finalment per Ray Robson en la fase d'eliminació ràpida. Això el va situar per sobre dels 2700 per primera vegada. Va guanyar l'esdeveniment anual Chess9LX organitzat pel St Louis Chess Club el 2023.

## Vida personal
Sevian va néixer a Corning, Nova York, de pares Armine i Armen Sevian, ambdós armenis. El seu pare, Armen, tenia el títol de candidat a mestre.